# Porricondyla acuta
Porricondyla acuta är en tvåvingeart som beskrevs av Spungis 1981. Porricondyla acuta ingår i släktet Porricondyla och familjen gallmyggor.
Artens utbredningsområde är Lettland. Inga underarter finns listade i Catalogue of Life.